# Teluri monoxide
Các phân tử telu oxit (tên gọi tắt của telu monoxit) hay telu suboxit là một hợp chất vô cơ có thành phần chính gồm hai nguyên tố là telu và oxy, với công thức hóa học được quy định là TeO. Hợp chất này là một hợp chất chỉ tồn tại thời gian ngắn. Các công trình nghiên cứu về hợp chất này, đều cho rằng sự tồn tại của hợp chất này ở trạng thái rắn là không tồn tại. Lớp phủ trên đĩa DVD được gọi là telu suboxit có thể là một hỗn hợp của telu dioxide và telu. Tuy vậy, nó vẫn được biết đến dưới dạng là chất bột màu xám không ổn định và không tan trong nước.

## Lịch sử
Hợp chất telu oxit lần đầu tiên được báo cáo vào năm 1883 bởi E. Divers và M. Shimose. Hợp chất này được cho là tạo ra bởi sự phân hủy nhiệt của telu sunfoxit trong chân không và được cho là phản ứng với hydro chloride trong một báo cáo năm 1913. Sau đó công trình đã không chứng minh các yêu cầu được nêu thêm rằng đây là một hợp chất rắn tinh khiết. Đến năm 1984, công ty Panasonic đã làm việc trên một ổ đĩa quang có thể xóa được có chứa "telu oxit" (thực sự là một hỗn hợp của Te và TeO2).

## Tính chất
- TeO không ổn định. Nó dễ bị oxy hóa thành TeO2.
- TeO có thể tác dụng với HCl tạo ra TeCl2:

TeO + 2HCl → TeCl2 + H2O
- TeO có thể bị oxy hóa bởi H2SO4 tạo ra muối Te(IV):

2TeO + 3H2SO4 → Te(SO4)2 + TeSO3 + 3H2O